# 秋元良尚
秋元 良尚（あきもと よしひさ、1890年（明治23年） - 1955年（昭和30年））は、明治から昭和にかけて活躍した実業家（醸造業家）。「天晴味醂」の醸造元として広く知られた秋元家の第10代目三左衛門。

## 生涯
千葉県東葛飾郡流山町（現:流山市）に生まれる。流山小学校、開成中学を経て慶應義塾大学文科に入学するが、父秋元梧郎（9代目三左衛門）の死去により中退し家業を受け継ぐ。秋元家が醸造するみりんは1873年（明治6年）の先代当主の時、オーストリアの首都ウィーンで開かれた万国博に出品した際、栄誉ある賞牌が贈られるなど、その名を不動のものとしていた。良尚も先祖から受けつがれてきた良質のみりんにさらに改良を加え、天晴味醂の醸造に尽力した。一方で日本赤十字社篤志社員としても活躍するほか、流山町会議員、青年団長なども歴任した。秋元家は国策のもと産業統合が進められた戦時中にのちの東邦酒類（株）と合併した。良尚は1955年1月、64歳で没した。